# 凱夫敦 (馬里蘭州)
凱夫敦（英語：Cavetown）是位於美國馬里蘭州華盛頓縣的一個普查規定居民點。

## 人口
根據2020年美國人口普查的數據，凱夫敦的面積為4.93平方千米，當中陸地面積為4.93平方千米，而水域面積為0.00平方千米。當地共有人口1446人，而人口密度為每平方千米293.31人。